# Корнатовский, Николай Арсеньевич
Никола́й Арсе́ньевич Корнато́вский (3 (16) февраля 1902, с. Хомск, Кобринский уезд, Гродненская губерния — 16 марта 1977, Ленинград) — советский историк, специалист по истории Гражданской войны в России. Доктор исторических наук, профессор.

## Биография
С 1919 в Красной Армии, участник боёв на Западном фронте. В 1925 — военком кавалерийского полка, тяжело ранен в Туркестане.
В 1928 окончил Военно-политический институт им. Толмачёва и до 1940 работал научным сотрудником Ленинградского Истпарта. В 1940 защитил докторскую диссертацию, с этого же года — профессор ЛГУ. В 1949 стал заведующим кафедрой основ марксизма-ленинизма, а затем — деканом исторического факультета.
В сентябре 1949 был обвинён в троцкизме, арестован и осуждён на 25 лет, реабилитирован в 1954.
С 1964 — и. о. заведующего кафедрой истории КПСС, с 1968 — профессор кафедры истории советского общества исторического факультета ЛГУ.
Основные труды Н. А. Корнатовского посвящены истории Октябрьской революции, гражданской войны и установления советской власти в различных регионах России.

Могила Корнатовского на Северном кладбище Санкт-Петербурга.

## Труды
- Борьба за Красный Петроград (1919). Л., 1929. 540 с. (переизд.: Корнатовский Н. А. Борьба за Красный Петроград. — М.: ООО «Издательство АСТ», 2004. — 606 с. — (Военно-историческая библиотека). — 5000 экз. — ISBN 5-17-022759-0.)
- Ленин и Троцкий в борьбе с интервентами на Мурмане // Красная летопись. — 1930. — № 3 (36).
- Северная контрреволюция. — М., 1930. — 172, [2] с. (2-е изд.: М., 1931.)
- Партия и Октябрьское восстание в Петрограде. — Л., 1933. — 136 с.
- Ленин и Сталин — организаторы и руководители Октябрьского вооруженного восстания // Учёные записки Ленинградского государственного университета. — 1938. — Т. 4. — № 19. Сер. ист. наук. — Вып. 1. — С. 5—39.
- Гражданская война на Дальнем Востоке // Учёные записки Ленинградского государственного университета. — 1939. — № 48. Сер. ист. наук. — Вып. 5. — С. 180-229.
- Литовско-Белорусская ССР // Учёные записки Ленинградского государственного университета. — 1941. — № 67. Сер. ист. наук. — Вып. 7.